# Taboo (Christabelle Borg)
Taboo è un singolo della cantante maltese Christabelle Borg, pubblicato il 28 marzo 2018 su etichette discografiche Universal Music Denmark e G:songs AB.
Scritto da Borg stessa con Johnny Sanchez, Thomas G:son e Muxu, l'11 ottobre 2017 il brano è stato selezionato per partecipare al Malta Eurovision Song Contest 2018, processo selezione nazionale per l'Eurovision Song Contest. Nella serata del 3 febbraio 2018, Christabelle ottenendo il massimo dei punteggi da parte di tutte le giurie internazionali e vincendo il voto del pubblico, con 133 punti viene proclamata vincitrice e guadagnandosi il diritto di rappresentare l'isola di Malta all'Eurovision Song Contest 2018 a Lisbona.
Il brano gareggerà nella seconda semifinale del 10 maggio 2018, competendo con altri 17 artisti per uno dei dieci posti nella finale del 12 maggio.

## Tracce
Download digitale
1. Taboo – 3:01